# Estádio Municipal Eloy de Souza
O Estádio Municipal Eloy de Souza é um estádio de futebol do município de Senador Elói de Souza, no Rio Grande do Norte.
Abriga os campeonatos municipais das primeira e segunda divisão, além de receber as partidas do Cruzeiro Futebol Clube de Macaíba, pelo Campeonato Potiguar da Segunda Divisão. Já recebeu partidas do Alecrim Futebol Clube, pelo Campeonato Potiguar (1ª divisão).
É uma das opções de mando de campo do América no campeonato estadual.